# Dolemite Is My Name
Dolemite Is My Name es una película de comedia dramática biográfica dirigida por Craig Brewer y escrita por Scott Alexander y Larry Karaszewski. La película es protagonizada por Eddie Murphy como el cineasta Rudy Ray Moore, conocido por interpretar al personaje de Dolemite tanto en su rutina de stand-up comedy como en una serie de películas de blaxploitation, comenzando con Dolemite en 1975. 
La película tuvo su estreno mundial en el Festival Internacional de Cine de Toronto el 7 de septiembre de 2019 y se estrenó de manera limitada el 4 de octubre de 2019, antes de estrenarse de forma digital el 25 de octubre de 2019, por Netflix.

## Reparto
- Eddie Murphy como Rudy Ray Moore.[1]
- Keegan-Michael Key como Jerry Jones.
- Mike Epps como Jimmy Lynch.
- Craig Robinson como Ben Taylor.
- Tituss Burgess como Theodore Toney.
- Da'Vine Joy Randolph como Lady Reed.
- Wesley Snipes como D'Urville Martin.[2]
- Aleksandar Filimonović como Joseph Bihari.
- Tip "T.I." Harris
- Chris Rock como Daddy Fatts.
- Ron Cephas Jones
- Luenell como tía.
- Gerald Downey como Bob Brooks.
- Kodi Smit-McPhee como Nick.
- Tommie Earl Jenkins
- Snoop Dogg

## Producción
El 7 de junio de 2018, se anunció que Craig Brewer dirigiría Dolemite Is My Name a partir de un guion de Scott Alexander y Larry Karaszewski con Netflix produciendo y distribuyendo. Eddie Murphy fue elegido para protagonizar como Moore. Más tarde ese mes, se anunció el resto del elenco principal. En julio de 2018, Chris Rock y Ron Cephas Jones se unieron al elenco. El rodaje comenzó el 12 de junio de 2018.

## Premios y nominaciones
Globos de Oro
| Categoría                          | Nominados           | Resultado |
| ---------------------------------- | ------------------- | --------- |
| Mejor película - Comedia o musical | Dolemite Is My Name | Nominado  |
| Mejor actor - Comedia o musical    | Eddie Murphy        | Nominado  |

Premios de la Crítica Cinematográfica
| Categoría       | Nominados      | Resultado |
| --------------- | -------------- | --------- |
| Mejor actor     | Eddie Murphy   | Nominado  |
| Mejor vestuario | Ruth E. Carter | Ganador   |

## Estreno
Dolemite Is My Name tuvo su estreno mundial en el Festival Internacional de Cine de Toronto el 7 de septiembre de 2019 Fue estrenada de forma limitada el 4 de octubre de 2019, antes de su transmisión digital el 25 de octubre de 2019.

## Recepción
Dolemite is My Name recibió reseñas generalmente positivas de parte de la crítica y de la audiencia. En el sitio web especializado Rotten Tomatoes, la película posee una aprobación de 97%, basada en 235 reseñas, con una calificación de 7.9/10 y con un consenso crítico que dice: "Al dramatizar la historia más extraña que la ficción de Rudy Ray Moore, Eddie Murphy hace que Dolemite Is My Name sea tan audaz, descarada y, en última instancia, difícil de resistir como su tema." De parte de la audiencia tiene una aprobación de 88%, basada en más de 2500 votos, con una calificación de 4.2/5.
El sitio web Metacritic le dio a la película una puntuación de 76 de 100, basada en 39 reseñas, indicando "reseñas generalmente favorables." En el sitio IMDb los usuarios le asignaron una calificación de 7.2/10, sobre la base de 61 309 votos, mientras que en la página web FilmAffinity la cinta tiene una calificación de 6.2/10, basada en 5555 votos.